# Tychicus gaymardi
Tychicus gaymardi là một loài nhện trong họ Sparassidae.
Loài này thuộc chi Tychicus. Tychicus gaymardi được Eugène Simon miêu tả năm 1880.